# Kopamerra divergens
Kopamerra divergens är en insektsart som beskrevs av Webb 1975. Kopamerra divergens ingår i släktet Kopamerra och familjen dvärgstritar. Inga underarter finns listade i Catalogue of Life.